# ザムトゲマインデ・グラーフシャフト・ホーヤ
ザムトゲマインデ・グラーフシャフト・ホーヤ (ドイツ語: Samtgemeinde Grafschaft Hoya) は、ドイツ連邦共和国ニーダーザクセン州ニーンブルク/ヴェーザー郡北西部のザムトゲマインデ（集合自治体）である。この名前は、歴史上の旧ホーヤ伯領にちなんだものである。

## 地理
ザムトゲマインデ・グラーフシャフト・ホーヤはヴェーザー川中流域の氷河谷に位置している。

### 自治体の構成
ザムトゲマインデ・グラーフシャフト・ホーヤは以下の市町村からなる。
- ホーヤ
- ビュッケン
- アイストルプ
- ガンデスベルゲン
- ヘーメルハウゼン
- ハッセル
- ヒルガーミッセン
- ホーヤーハーゲン
- シュヴェリンゲン
- ヴァルペ

## 行政

### 議会
このザムトゲマインデの議会は、38議席からなる。

### 合併
2008年2月に地方紙は、ザムトゲマインデ・グラーフシャフト・ホーヤとザムトゲマインデ・アイストルプとの合併計画を報道した。合併は2011年1月1日に発効し、新しいザムトゲマインデは、「ザムトゲマインデ・グラーフシャフト・ホーヤ」の名前を引き継いだ。